# (18876) Sooner
(18876) Sooner (1999 XM) – planetoida z pasa głównego asteroid okrążająca Słońce w ciągu 3,75 lat w średniej odległości 2,41 j.a. Odkryta 2 grudnia 1999 roku.